# Amiral Makarov (frégate, 2015)
Pour les articles homonymes, voir Amiral Makarov (homonymie).
L’Amiral Makarov est une frégate de la classe Amiral Grigorovitch de la marine russe, faisant partie de la flotte de la mer Noire basée à Sébastopol. La quille de la frégate a été posée au chantier naval Iantar en février 2012, le lancement a lieu en septembre 2015 et la mise en service le 25 décembre 2017. C'est le troisième des six navires prévus de cette classe. Elle est nommée en l'honneur de l'amiral Stepan Makarov.

## Service
En juillet 2018, la frégate participe au défilé naval à Saint-Pétersbourg.
Le 18 août 2018, l’Amiral Makarov quitte la mer Baltique pour la mer Noire et traverse la Manche le 21 août,. La frégate est repérée par le HMS Queen Elizabeth dans la Manche le 18 août lors de son voyage inaugural,. L'Amiral Makarov est arrivée à sa base permanente à Sébastopol début octobre.
Le 5 novembre 2018, le service de presse de la flotte de la mer Noire de la marine russe annonce que la frégate a quitté Sébastopol pour rejoindre le groupe naval russe en Méditerranée orientale.
En 2022, l’Amiral Makarov — avec l’Amiral Grigorovitch et l’Amiral Essen — participe à l'invasion russe de l'Ukraine,.
Le 5 mai 2022, des sources annoncent que la frégate aurait été touchée voire coulée par des missiles Neptune avant que les autorités ukrainiennes ne démentent cette fausse information, le 7 mai,.
Le 29 octobre 2022, devenu entre-temps le navire amiral de la flotte à la suite de la perte du croiseur Moskva coulé en avril 2022, l'Amiral Makarov est visé par des drones marins ukrainiens dans le port de Sébastopol, sans que l'on sache si des dégâts ont été occasionnés.
Entre le 1er et le 3 octobre 2023, les Amiral Essen et Amiral Makarov sont transférés à Novorossiïsk, dans le kraï de Krasnodar.